# Sardiha
Sardiha – wieś w bloku Jhargram w dystrykcie West Medinipur (Paschim Medinipur)
w stanie Bengal Zachodni w północno-wschodnich Indiach. 
Oddalona jest ok. 30 km od Medinipuru (stolicy dystryktu) i ok. 150 km od Kolkaty (stolicy stanu).
Nie posiada posterunku policji.
Przez jej teren biegnie linia kolejowa łącząca Mumbaj z Kolkatą oraz rzeka Kasai.
28 maja 2010 pomiędzy stacjami Khemasuli i Sardiha doszło do zamachu terrorystycznego - katastrofy kolejowej.